# アイ・シュド・ノウ
「アイ・シュド・ノウ」（英: I Should Know（））は、アメリカの男性歌手 エリック・レヴァの楽曲。

## 概要
日本デビューも果たしている女性歌手のケイティー・コステロを客演に迎えており、この曲はブルックリンにあるプロスペクト公園で2時間で制作されたという。

## リミックス
レヴァのサウンドクラウド上に同曲のリミックスバージョンが2曲アップロードされた。
Manni・リミックスは9月9日、ZDJ・リミックスは9月20日にアップロードされた。

## 収録曲
デジタル配信
1. 「アイ・シュド・ノウ feat. ケイティー・コステロ」 – 3:17

アイ・シュド・ノウ (Manni・リミックス)
1. 「アイ・シュド・ノウ (Manni・リミックス) - 4:45

アイ・シュド・ノウ (ZDJ・リミックス)
1. 「アイ・シュド・ノウ (ZDJ・リミックス) - 5:55